# 녹나무
녹나무(Cinnamomum camphora, camphor tree camphorwood 또는 camphor laurel)는 장뇌목(樟腦木)이다. 상록의 교목으로서, 잎은 달걀 모양의 타원형이며 윤이 나고 향기가 있다.
꽃은 양성화(兩性花)인데, 5월경에 황백색의 작은 꽃들이 잎겨드랑이에서 원추꽃차례(원추화서, 圓錐花序)를 이루면서 핀다. 꽃덮이조각은 6개로, 꽃이 핀 뒤에 떨어진다. 제주도 삼성혈 부근의 숲에 자생하며, 지리적으로는 일본과 중국·대만에 많이 분포한다. 높이 20m, 지름 2m에 이른다. 잎은 어긋나고 길이 6-10cm, 너비 3-6cm, 계란형의 긴 타원형이다. 잎자루가 길고 가장자리에 톱니가 없으며 부드럽고 완만하다. 꽃은 양성으로 작고 5월에 피는데 흰색에서 황색으로 된다. 열매는 지름 8mm의 핵과로 작고 둥글며 10월에 흑자색으로 익는다. 이 나무는 토심이 깊고 비옥한 토양을 좋아하며, 음지에서도 잘 자라지만 공해와 추위에 약하기 때문에 내륙지방에서는 경제적 생장이 어렵다.
이 나무는 귀중한 향료인 장뇌(樟腦)를 얻을 수 있어 이용가치가 높다. 장뇌는 이 나무의 둥치나 뿌리를 수증기로 증류시켜 얻은 기름으로서, 향료를 비롯한 방충제·살충제·강심제를 만드는 원료가 된다. 또한, 이 나무는 장뇌의 강한 방향(芳香)이 있어 벌레가 먹지 않고 썩지 않으며 보존성이 높아 예로부터 왕후귀족의 관재(棺材)로 많이 사용되었다. 나무의 색과 결이 고우며, 일반적인 용도로는 건축의 내장재·가구재·완구·조각재 등으로 사용되고, 특히 사찰의 목어(木魚)를 만드는 데는 최고급재가 된다. 상록성의 광택있는 잎의 질감이 좋고 수형이 웅대하게 자라 제주도에서는 귀중하게 쓸 수 있는 조경수림이며, 남해안지방에서도 녹음수나 공원의 풍치수로 식재가 가능하다. 번식방법은 11월에 익은 종자를 채취, 정선하여 노천매장하였다가 이듬해에 파종하는데, 발아율이 약 80% 정도 되므로 쉽게 묘목을 얻을 수 있다.

## 관련
- 학교괴담에서 녹나무가 등장한다. 하필 공사를 진행하던 공사장이 녹나무를 모조리 쓸어버려 베어지고난 후 깊은 잠에서 깨어난것은 한 요괴인 다크시니가 깨어난다

## 같이 보기
- 도순리 녹나무 자생지 군락

## 참고 자료
- 이 문서에는 다음커뮤니케이션(현 카카오)에서 GFDL 또는 CC-SA 라이선스로 배포한 글로벌 세계대백과사전의 내용을 기초로 작성된 글이 포함되어 있습니다.